# Rottneros
Rottneros ist ein Ort (tätort) in der schwedischen Provinz Värmlands län und der historischen Provinz Värmland. Er gehört zur Gemeinde Sunne.
Der Fluss Rottnan, an dem Rottneros liegt, hatte kurz vor seiner Mündung in den See Mellan Fryken drei Wasserfälle. Der größte von ihnen, der Rottnafall, hatte eine Fallhöhe von ca. 26 Metern. Sie werden seit 1927 zur Nutzung von Wasserkraft verwendet.
In Rottneros liegt ein Blumen- und Skulpturenpark, der Rottneros Park.
Rottneros hat eine Bahnstation, die an der Bahnstrecke Kil–Sunne–Torsby liegt. Die Bahn, die dort verkehrt, trägt den Namen Fryksdalsbanan. Die Bahnstation von Rottneros befindet sich am südlichen Ende des Rottneros Parks.

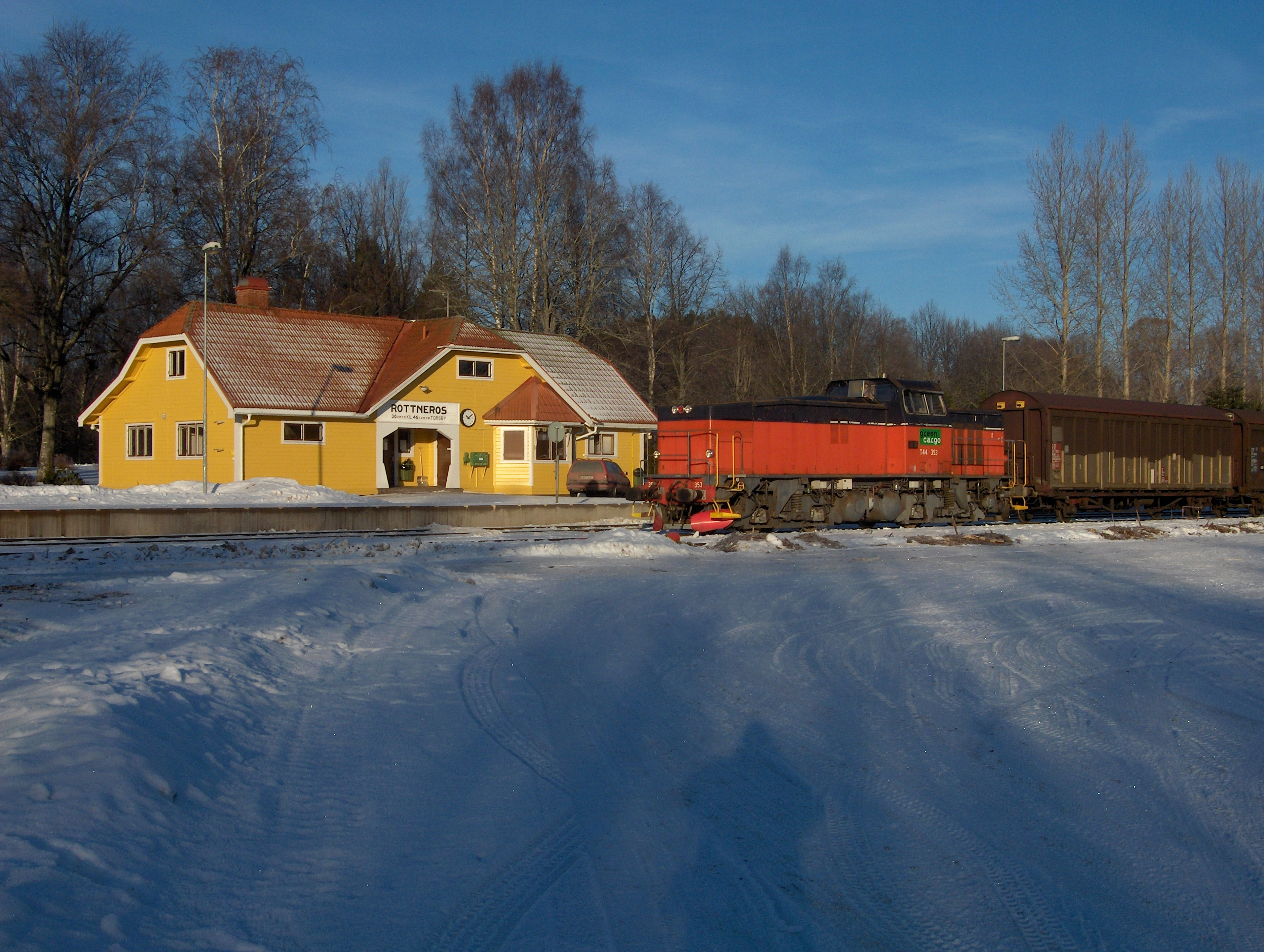
Die Fryksdalsbanan am Bahnhof von Rottneros